# Joseph-Silvestre Brun
Joseph-Silvestre Brun (Parigi, 31 dicembre 1792 – Parigi, 14 marzo 1880) è stato uno scultore francese.

## Biografia

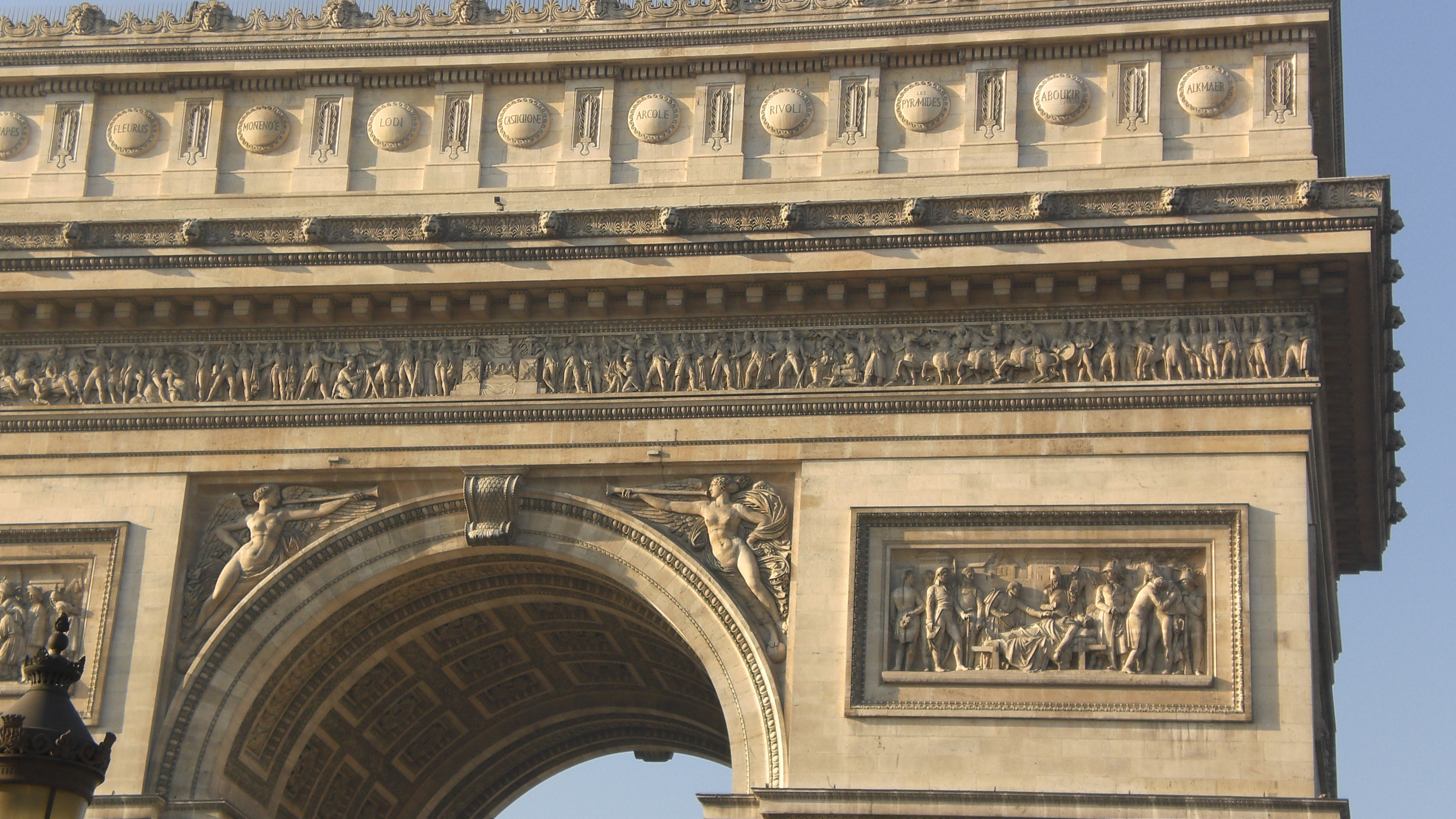
La Partenza degli eserciti, particolare del fregio dell'Arco di Trionfo a Parigi.

Brun fu allievo di François-Frédéric Lemot. Nel 1833 Adolphe Thiers gli commissiona la parte centrale del grande fregio sulla facciata orientale dell'Arco di Trionfo a Parigi.